# Kim Floor
Kim Floor (Porvoo, 14 marzo 1948) è un cantante e attore finlandese.
Ha rappresentato la Finlandia all'Eurovision Song Contest 1972 con il brano Muistathan, in duetto con Päivi Paunu.

## Carriera
Dopo aver fatto parte di vari gruppi musicali come batterista nel corso degli anni '60, Kim Floor è salito alla ribalta nel 1972 quando ha partecipato al programma di selezione del rappresentante finlandese all'Eurovision Song Contest. Dopo aver vinto con il suo duetto con Päivi Paunu, Muistathan, i due hanno preso parte alla finale eurovisiva a Edimburgo, dove si sono piazzati al 12º su 18 partecipanti con 78 punti totalizzati.
Parallelamente a quella di cantante, Kim Floor ha anche avviato la sua carriera di attore televisiva negli anni '70, ricoprendo il ruolo di Aatos Eerola nella serie Oi kallis kaupunki. Negli anni '90 ha recitato nel ruolo di Heikki Metsola in Metsolat, oltre a condurre il quiz televisivo Onnenpyörä.

## Discografia

### Album
- 1975 – Evert taube

### Singoli
- 1972 – Muistathan/Yhteinen tie (con Päivi Paunu)
- 1972 – Näin käydä voi/Niinkuin mustalainen (con Päivi Paunu)
- 1972 – On meillä nyt häät
- 1974 – Onnellinen nudisti/Pepita tanssii

## Filmografia

### Televisione
- Äiti menee naimisiin – film TV, regia di Raili Rusto (1973)
- Oi kallis kaupunki – serie TV (1975)
- Pirkko Mannola show – serie TV (1976)
- Metsolat – serie TV (1993–95)